# Isosaari (ö i Finland, Mellersta Finland, Keuruu, lat 62,12, long 24,65)
Isosaari är en ö i Finland. Den ligger i sjön Keurusselkä och i kommunen Keuru i den ekonomiska regionen  Keuru ekonomiska region  och landskapet Mellersta Finland, i den södra delen av landet, 220 km norr om huvudstaden Helsingfors. Öns area är 2,9 hektar och dess största längd är 270 meter i nord-sydlig riktning.